# 風間 (長野市)
風間（かざま）は、長野県長野市東部の地区（大字）。郵便番号は、381-0023。
全域が長野市役所大豆島支所の管内である。

## 概要
地区西部を長野県道34号長野菅平線が走り、地区中央部を長野県道375号大豆島東和田線が南北に走る。周囲は以下の大字・町丁と接する。
東西に大きく広がっている地区であり、西風間・東風間に分けられる。
西風間は県道34号に仕切られた、大字風間全体の概ね5分の1程度の範囲であるが、人口は大字風間全体の7割近くを占める住宅地である。区内に鎮座する風間神社は式内社に比定されている。
東風間は面積は大きいものの大半が農地となっており、宅地はまだら状に分布する。東風間の東部には長野市東部工業団地・第二東部工業団地が広がっており、その北東に長野オリンピックスピードスケート会場「エムウェーブ」がある。
地区内の人口及び世帯数は以下の通り（令和5年3月1日現在）。
| 行政区名               | 世帯数    | 人口    |
| ---------------------- | --------- | ------- |
| 西風間（にしかざま）   | 1,134世帯 | 2,815人 |
| 東風間（ひがしかざま） | 501世帯   | 1,253人 |

## 沿革
旧風間村の歴史
- 596年（推古天皇5年）8月 - 「竜田風神信濃須坂・水内社を祀らしむ」との記述が六国史にあり、これが風間神社（西風間）を指すと考えられる[2]
- 1449年（文安6年） - 風間が諏訪大社上社の御射山祭の頭役を割り当てられたという文献が「風間」の初見[3]
- 戦国時代 - この頃まで風間氏が住んでいた[3]
- 江戸時代 - 前身の風間村は松代藩領であった
- 明治初年 - 水内郡風間村が、西風間村・東風間村に分立
- 1876年（明治9年）5月30日 - 水内郡西風間村・東風間村が合併し、風間村となる
- 1879年（明治12年）1月4日 - 郡区町村編制法施行。風間村は上水内郡に属する
- 1889年（明治22年）4月1日 - 町村制施行。上水内郡風間村、同郡大豆島村に編入
- 1954年（昭和29年）4月1日 - 上水内郡大豆島村、同郡朝陽村・古里村・柳原村・若槻村・浅川村・長沼村・安茂里村・小田切村・芋井村とともに、長野市に編入（第1次昭和の大合併）。1879年（明治12年）時点の風間村域は大字風間となる

長野市風間の歴史
- 1979年（昭和54年）1月8日 - 東風間に、長野市第三給食センターが開所
- 1996年（平成8年）11月1日 - 東風間と大字北長池・大字大豆島にまたがり、長野オリンピックスピードスケート会場「エムウェーブ」が竣工
- 2018年（平成30年）- 西風間公民館が県道34号の西風間交差点付近に移転

## 交通
地区西部（西風間・東風間西部）では、長野県道34号長野菅平線を走るアルピコ交通（川中島バス）・長電バスの以下の路線系統が利用できる。
- アルピコ交通（川中島バス）・長電バス共同運行
  - 46 長野駅 - 市役所前 - 大豆島東団地 - 川田駅 - 保科温泉
  - 104 長野バスターミナル ← 県庁前 ← 市役所前 ←大豆島東団地

## 施設

### 西風間
- 八十二銀行 風間支店
- 風間神社

### 東風間
- 長野市第三給食センター
- 長野市東部工業団地
  - リコージャパン 長野支社
- 長野市第二東部工業団地
- ベイクック 本社

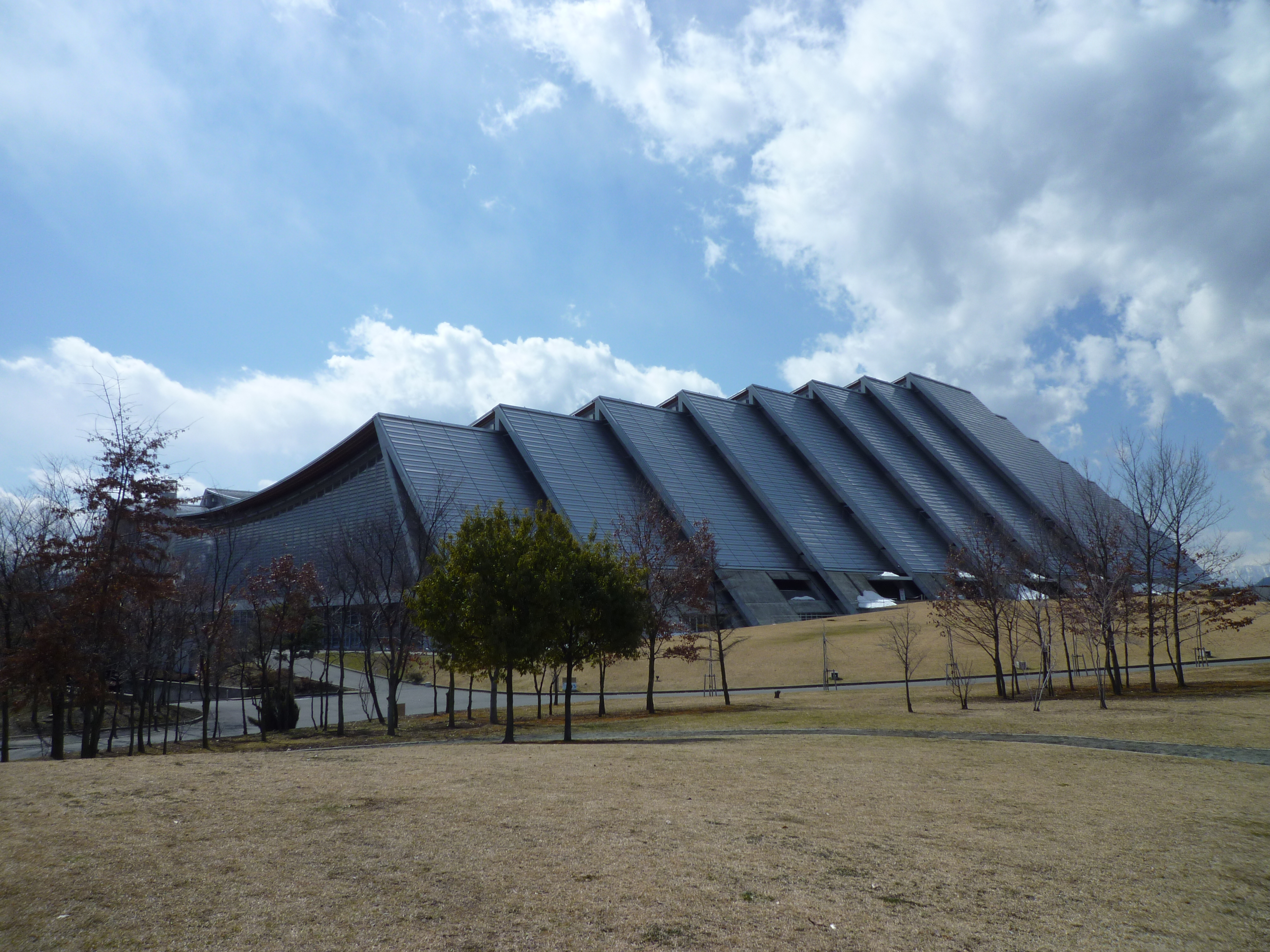
エムウェーブ

- 長野市オリンピック記念アリーナ「エムウェーブ」 - 大字北長池・大字大豆島にまたがっており、住所表示は大字北長池となっている
- 長野流通園芸市場
- 伊勢社 (長野市風間)
- 常福寺 (長野市)
- 藤興寺